# Mimesthes karooensis
Mimesthes karooensis es una especie de coleóptero de la familia Meloidae.

## Distribución geográfica
Habita en Sudáfrica.